# Pierre Pescheur
Pierre Pescheur ou Le Pescheur (1590-1637) fut un facteur d'orgues qui travailla surtout à Paris.

## Biographie
Pierre Pescheur était le fils du facteur d'orgues Nicolas Pescheur (? - 1616), qui apprit la facture d'orgue probablement avec Jan Langhedul (père de Matthieu Langhedul) et Crespin Carlier. C'est lui qui forma son fils Pierre, qui se perfectionna ensuite auprès de Valéran de Héman.
Pierre Pescheur construisit : 
- l'orgue de tribune de la cathédrale Notre-Dame d'Amiens[1],[2], remplacé au XIXe siècle par un orgue Cavaillé-Coll[3] ;
- les orgues de l'église Notre-Dame-des-Vertus d'Aubervilliers, en 1630-1635 et
- les orgues de l'église Saint-Étienne-du-Mont de Paris, en 1636[4].

Il a également travaillé sur les instruments suivants :
- l'orgue de l'église Saint-Leu-Saint-Gilles de Paris[5] et
- l'orgue de l'église Saint-Gervais-Saint-Protais de Paris[6].

Avec Valéran de Héman, il fonda l'école parisienne classique de facture d'orgue. Son élève le plus éminent fut Pierre Desenclos. Il fit partie de la première génération de facteurs d'orgues parisiens.

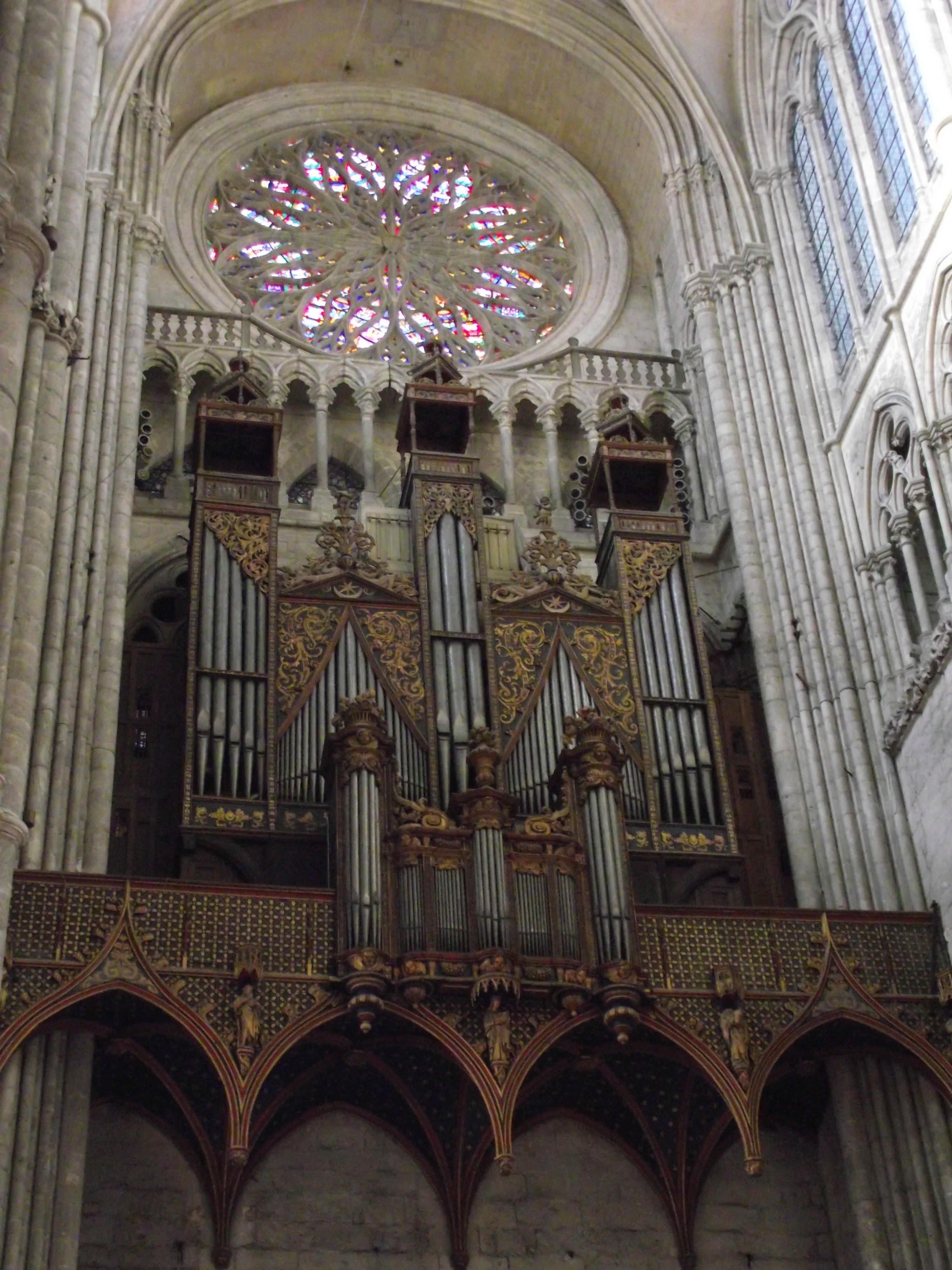
Orgue de tribune de la cathédrale Notre-Dame d'Amiens
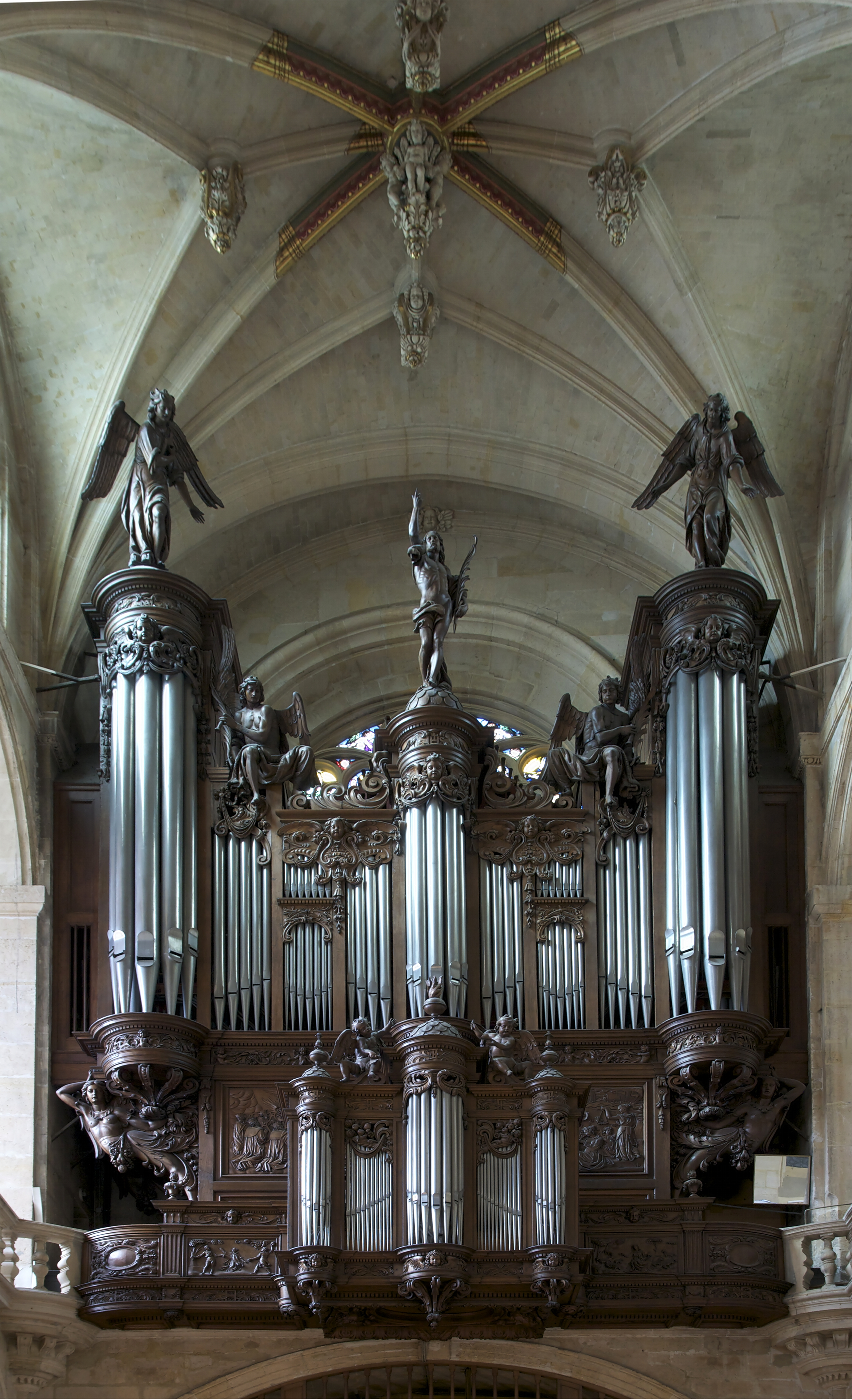
Orgue de tribune de l'église Saint-Étienne-du-Mont de Paris
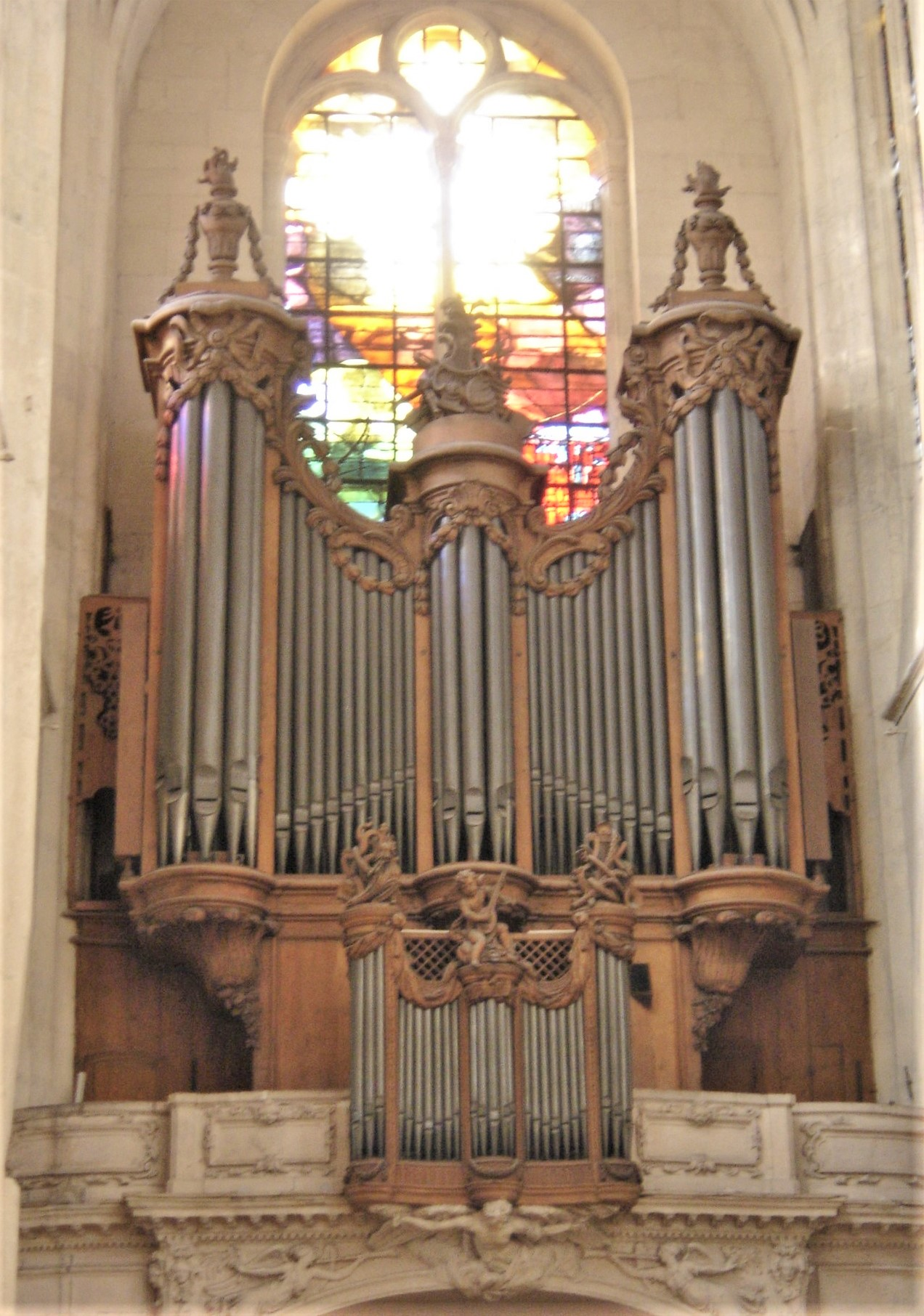
Orgue de tribune de l'église Saint-Gervais-Saint-Protais de Paris